# 张娟娟
张娟娟（1981年1月2日—），山東青島莱西人；中國女子射箭運動員，中國第一位奥运会射箭冠军，也是1984年奧運以来，唯一一位非韓國籍的女子射箭金牌得主。

## 家庭背景
張娟娟出生在山东省莱西市北部，一个名叫“抬头村”的地方。父亲张守文，母亲孙荣珍都是普普通通的农民，家中还有一个弟弟。

## 运动生涯
由于受父亲的影响，张娟娟从小就喜欢运动；在学校，铁饼、铅球和标枪的成绩都不错。小学五年级的时候，她被“莱西体校”录取，先是主攻铁饼项目，后又改为射击；1995年在她14岁时，在青岛市体育运动学校才开始接触射箭运动，教练曲月铎。虽然起步较晚，但张娟娟資質出色又努力練習。在练习射箭后仅一年，1996年9月她就进入山东省射箭队，教练王国；在一次省内射箭比赛中，张娟娟囊括了比赛10个奖项中的8个。那年她才15岁，被视为是中国射箭的“未来之星”。

### 入选国家队
2001年，20岁的张娟娟入選國家射箭队，教练杨昌勋。在进入国家队的第一年，她就获得了优异的成绩。先是在世界射箭錦標賽中的女子團體项目中，和何影、杨建平等队友合作，为中國贏得了首個射箭賽事的世界冠軍；而幾個月後，张娟娟又在亞洲射箭錦標賽中，更在個人賽事中贏得一個難得的冠軍。由于表现出眾，张娟娟在2001年“首届中国电视体育最佳新人奖”中获得提名。
2004年雅典奧運上，張娟娟與隊友林桑、何影三人以一環之差敗給韓國隊，獲得女子射箭團體項目銀牌。
2008年在北京奧運会上，張娟娟與隊友郭丹、陳玲在女子射箭團體項目中，再一次敗給韓國隊獲得銀牌。
在個人項目部份，张娟娟先是在四分之一決賽中，以106比101擊敗韓國選手朱賢貞，接著是在半决赛以115比109淘汰了韩国著名射箭运动员、世界纪录保持者尹玉姬；最后在决赛中，以110:109战胜另一名韩国选手朴成贤，連三敗韓國選手（這三位是北京奧運女子射箭團體冠軍），奪得获得女子個人射箭項目冠军；这也是中国在奥运会历史上的第一枚射箭金牌。

## 比賽戰績
- 2001年 第十二届亚洲射箭锦标赛女子反曲弓个人赛冠军；世界射箭锦标赛女子反曲弓团体冠军
- 2001年世锦赛团体冠军、个人第八，亚锦赛个人冠军
- 2002年亚运会团体第三名、个人第四
- 2003年世锦赛个人第五、团体第七，亚锦赛个人第四、团体亚军
- 2004年雅典奥运会女子团体银牌。
- 2006年射箭世界杯总决赛个人冠军
- 2007年世界杯英国站个人亚军。
- 2008年北京奥运会射箭团体银牌。
- 2008年北京奧運會射箭女子個人金牌。

個人保持纪录
- 2003年 郑州 全国锦标赛 全国70米双轮排名团体纪录 1963环
- 2003年 缅甸 亚洲锦标赛 全国单轮全能(团体) 4044环

## 比赛亮点
- 2002年亞運會中，获得團體賽季军，個人賽殿軍。
- 2003年世錦賽中，获得團體賽第7名，個人賽第5名。
  - 亞洲錦標賽中，获團體賽亞軍，個人賽殿軍。
- 2004年雅典奧運会，在女子團體賽中聯同林桑及何影參賽，最終以一環之差，屈居亞軍；個人賽获得第10名。
- 2006年世界盃总决赛中，以107環奪得個人冠軍。
- 2007年世錦賽中，获得團體賽第7名，個人賽第6名。
- 2008年北京奧運会，在女子團體賽中获得亞軍；個人賽获得冠軍。